# Turmhügel im Welschenholz
Der Turmhügel im Welschenholz liegt ca. 1500 m südwestlich der niederbayerischen Stadt Abensberg im Landkreis Kelheim. Die Anlage wird als „ehemalige Befestigung des Mittelalters“ unter der Aktennummer D-2-7136-0001 als Bodendenkmal in der Bayerischen Denkmalliste geführt.

## Beschreibung
Die Turmhügelburg (Motte) mit unregelmäßigen Weihermulden liegt heute unter dichtem Bewuchs. Vorhanden ist eine vermutlich künstlich hergestellte Geländestufe mit einem schwachen Randwall als Begrenzung gegen Norden und Nordosten. Diese Befunde werden als Reste der Turmhügelanlage gedeutet.

## Geschichte
Die Erbauer der Burg sind nicht bekannt. Es wird aber gemutmaßt, dass die Abensberger als Erbauer in Frage kommen könnten. Die Burg dürfte bereits im 12. Jahrhundert ihre Funktion verloren haben.